# Kevin Harmse
Kevin Harmse (Johannesburg, 4 luglio 1984) è un ex calciatore sudafricano naturalizzato canadese, di ruolo centrocampista.

## Carriera
È cresciuto nella Columbia Britannica e venne scelto dai Vancouver Whitecaps nel draft, ma poi venne ceduto al Tromsø I.L., in Norvegia. Giocherà 2 partite, e nel 2004 torna a Vancouver. La stagione successiva si trasferisce all'FC Nitra, prima di sbarcare nella Major League Soccer nel 2007, con la maglia dei Los Angeles Galaxy.

## Palmarès

### Club

#### Competizioni nazionali
- 1. divisjon: 1

Tromsø: 2002
- Canadian Championship: 1

Toronto FC: 2009